# Echidnopsis globosa
Echidnopsis globosa är en oleanderväxtart som beskrevs av M. Thulin och M. Hjertson. Echidnopsis globosa ingår i släktet Echidnopsis och familjen oleanderväxter. Inga underarter finns listade i Catalogue of Life.